# In Sorte Diaboli
In Sorte Diaboli osmi je studijski album norveškog black metal-sastava Dimmu Borgir te ujedno i njihov prvi konceptualni album.
Glazbeni spotovi bili su snimljeni za pjesme "The Serpentine Offering", "The Chosen Legacy" i "The Sacrilegious Scorn".

## Koncept
Radnja je smještena u srednjovjekovnu Europu, gdje kršćanski svećenik počinje sumnjati u svoju vjeru nakon što uočava koliko ona čini štete.  Na koncu je odbacuje te preuzima mjesto antikrista.
Zaključak priče u knjižici priloženoj uz album implicira da priča još nije dovršena, a Silenoz je izjavio da će se koncept ovog albuma nastaviti kroz još dva sljedeća albuma koja namjeravaju snimiti.

## Popis pjesama
1. "The Serpentine Offering" – 5:09
2. "The Chosen Legacy" – 4:16
3. "The Conspiracy Unfolds" – 5:23
4. "The Ancestral Fever" (Europska bonus pjesma) – 5:51
5. "The Sacrilegious Scorn" – 4:00
6. "The Fallen Arises" – 2:59
7. "The Heretic Hammer" (Sjevernoamerička bonus pjesma) – 4:37
8. "The Sinister Awakening" – 5:09
9. "The Fundamental Alienation" – 5:17
10. "The Invaluable Darkness" – 4:44
11. "The Foreshadowing Furnace" – 5:49
12. "Black Metal" (Venom cover) (Japanska bonus pjesma) - 3:22

## Doprinosi
- Shagrath – vokal
- Silenoz – gitara
- Galder – gitara
- Mustis – sintisajzer
- ICS Vortex – bas-gitara, vokal
- Hellhammer – bubnjevi

- Fredrik Nordström - aranžiranje
- Patrik J. Sten - mixanje
- Joachim Luetke - izgled albuma i ilustracije
- Patric Ullaeus - fotografija